# Micythus
Micythus Thorell, 1897 è un genere di ragni appartenente alla famiglia Gnaphosidae.

## Distribuzione
Le tre specie note di questo genere sono state reperite in Asia sudorientale: in Myanmar, Borneo, Thailandia e Sumatra.

## Tassonomia
Non sono stati esaminati esemplari di questo genere dal 2001.
Attualmente, a novembre 2015, si compone di tre specie:
- Micythus anopsis Deeleman-Reinhold, 2001 — Thailandia
- Micythus pictus Thorell, 1897[2] — Myanmar, Borneo
- Micythus rangunensis (Thorell, 1895) — Myanmar, Sumatra, Borneo